# Estadio Municipal de Bernal
El Estadio Municipal de Bernal es un estadio multiusos ubicado en el distrito de Bernal, en la provincia de Sechura, en el departamento de Piura. Aquí el Atlético Grau de Piura juega sus partidos de local en la Liga 1 debido a que el estadio Miguel Grau está en remodelación.
De la misma forma, el Defensor La Bocana de Sechura jugó algunos encuentros en el 2016.

## Descripción
Ubicado en la carretera a San Clemente en Bernal, el estadio tiene capacidad para albergar en sus cuatro tribunas a siete mil espectadores, según el certificado ITSE.